# Leone I il Trace
Leone I, detto il Trace o il Grande (411 circa – 18 gennaio 474), è stato un imperatore romano, Augusto d'Oriente dal 7 febbraio 457 alla sua morte.
Asceso al trono per volere dell'influente generale di origine germanica Aspare, Leone riuscì ad emanciparsi dal proprio protettore e a sostituirlo con un comandante di propria fiducia, l'isaurico Zenone. Imperatore estremamente pio e zelante nella fede, fu il primo dei sovrani d'Oriente a ricevere la corona dalle mani del patriarca di Costantinopoli; dalla Chiesa ortodossa è pertanto ricordato come «il Grande».

## Origini e ascesa al trono
Leone era un trace romanizzato al servizio del potente magister militum praesentialis Aspare, un alano che aveva grande influenza alla corte di Costantinopoli.
Sposò Verina, da cui ebbe due figlie, Ariadne e Leonzia, e un figlio morto a 5 anni.
Alla morte di Marciano, Aspare volle porre un suo subalterno sul trono di Costantinopoli, pensando così di governare indirettamente l'Impero d'Oriente; l'incoronazione di Leone a imperatore, il 7 febbraio 457, fu la prima che coinvolse il Patriarca di Costantinopoli.

## Politica interna

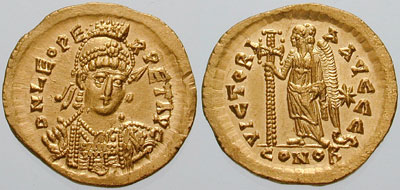
Solido coniato da Leone. La dea Vittoria che regge una croce ingioiellata è comune a molte monete bizantine dell'epoca.

Al contrario delle aspettative di Aspare, il nuovo imperatore si dimostrò volitivo e pieno di iniziative. Timoroso dell'influenza a corte di Aspare, Leone I strinse un'alleanza con gli Isauri. Leone I così poté uccidere Aspare e suo figlio Ardaburio, meritandosi per tale motivo il titolo di «macellaio» dei barbari. Il prezzo di questa alleanza fu il matrimonio della figlia di Leone con Tarasis, capo degli Isaurici, che nel 474 gli succedette con il nome di Zenone.
L'imperatore, sopravvalutando le sue capacità, commise numerosi errori che minacciarono l'ordine interno. Ad esempio, il fallimento della spedizione navale del 468 portò ad un certo numero di incursioni vandale sulle coste dell'Impero d'Oriente; si sospettò una complicità di Aspare con le forze di Genserico, come rappresaglia per il suo progressivo esautoramento alla corte di Bisanzio. Leone I fu costretto ad adire onerose vie diplomatiche: i Vandali interruppero le scorrerie in cambio della cessione di gran parte dei territori imperiali in Africa, nonché delle principali isole del Mediterraneo. Nel 472 Teodorico il Grande arrivò a minacciare Costantinopoli coi suoi soldati a seguito di contrasti sorti con l'Impero d'Oriente. Leone riuscì a evitare il disastro solo tramite il pagamento di un fortissimo tributo al principe ostrogoto. Si verificarono anche incursioni degli Unni, che però non furono in grado di minacciare Costantinopoli, ben difesa dalle mura ricostruite e rinforzate durante il regno di Teodosio II, contro le quali le forze barbare non disponevano di una tecnologia adatta. Durante l'impero di Leone I furono introdotte importanti innovazioni anche in altri campi, tra i più curiosi una specie di fermaglio per raccogliere i documenti ufficiali.
A Costantinopoli eresse nel 471 un foro con una colonna onoraria a suo nome. Sempre nella capitale, il suo nome è inoltre associato al famoso santuario di Santa Maria della Fonte.
Per quanto riguarda la politica religiosa, Leone si dimostrò un fervente cattolico ortodosso, seguendo così la linea dei predecessori. Condannò gli eretici, sostenne la costruzione di chiese e favorì il clero cattolico, mantenendo freddi rapporti sia con gli ariani che con i monofisiti. Inoltre trasportò in pompa magna nella capitale un velo che la tradizione riteneva che fosse appartenuto alla Vergine Maria. In merito ad alcuni costumi pagani (non ancora completamente superati) Leone si dimostrò deciso a segnare i tempi: non permise infatti che fossero rappresentati spettacoli teatrali o qualsiasi altro spettacolo di natura profana durante le domeniche o altri giorni di festa, con grande dissenso fra la popolazione.

## Politica estera

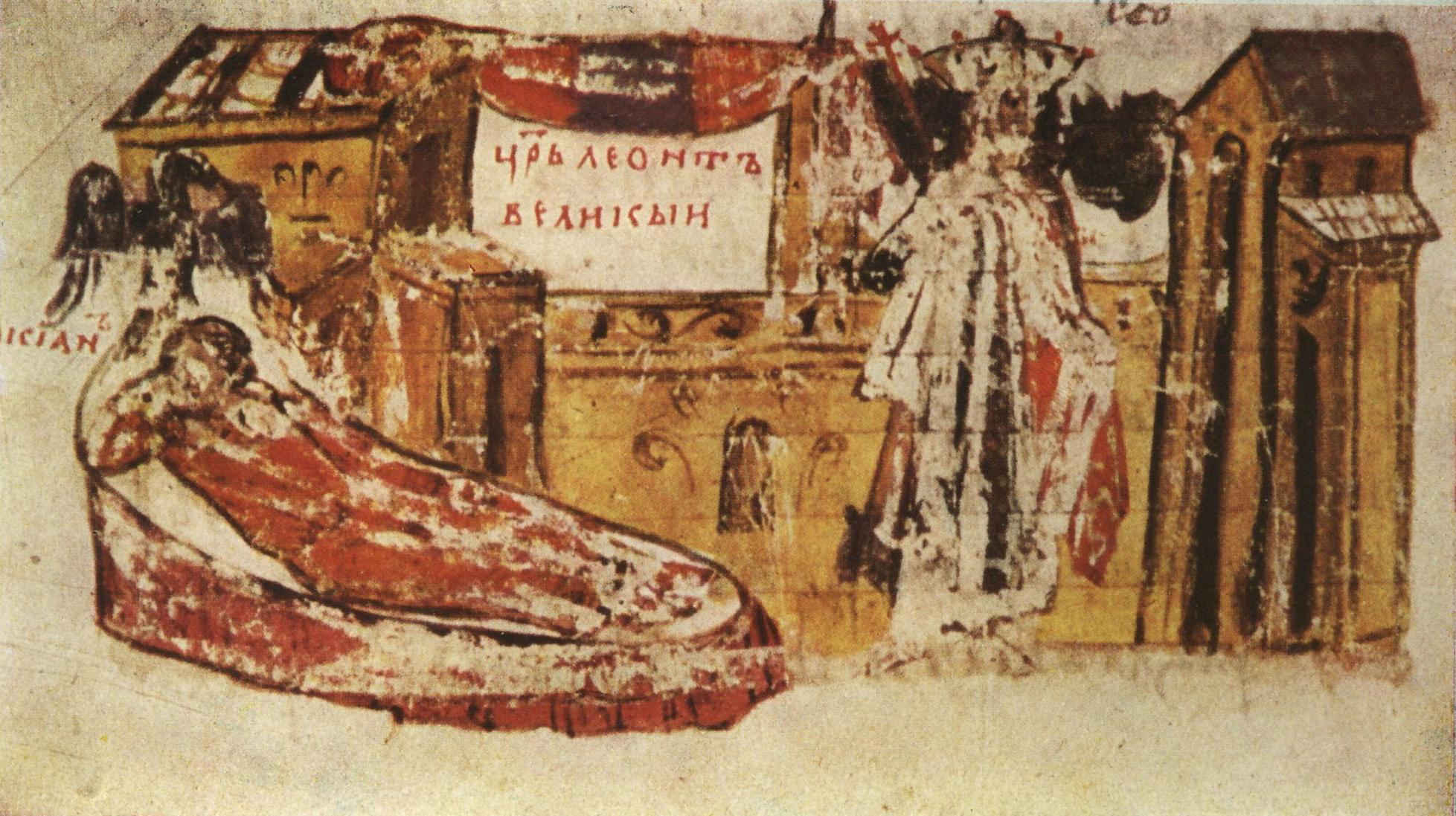
Gli imperatori Marciano e Leone I.

Il regno di Leone vide un'intensificazione dei rapporti con l'Impero romano d'Occidente. Dopo la morte di Maggioriano, Leone I non riconobbe il fantoccio imposto dal potente Ricimero, il lucano Libio Severo. Dopo la morte di questi, nel 465, riuscì con il consenso di Ricimero ad imporre un suo generale di nobile famiglia bizantina, Antemio. Sicuramente dotato ed intelligente, Antemio strinse un'alleanza con il collega orientale contro i Vandali, che da anni ormai devastavano le coste dell'Italia meridionale e il litorale greco.
Nel 468 le flotte dei due imperi, che insieme contavano mille navi e qualche migliaio di uomini, comandate rispettivamente da Ricimero e dal cognato di Leone, Basilisco, partirono dalla Sicilia alla volta di Cartagine. La spedizione, al contrario di ogni aspettativa, si rivelò un vero e proprio disastro, per via dell'inettitudine di Basilisco. Infatti questi accettò incredibilmente la proposta del re dei Vandali, Genserico, di fare una tregua. Così il vandalo, approfittando dell'oscurità della notte, appiccò un incendio alle navi romane, distruggendo metà della flotta. Bisanzio non solo perse metà degli uomini e rischiò di andare in bancarotta, ma l'insuccesso permise a Ricimero di rovesciare nel 472 Antemio dal trono. Invece Basilisco, tornato furtivamente a Costantinopoli, riuscì a cavarsela grazie alla protezione di Verina, moglie dell'imperatore Leone I.
Questi cercò di imporre Giulio Nepote, suo parente, sul trono di Ravenna, ma morì di dissenteria il 18 gennaio 474. Gli succedette Leone II, figlio di Zenone e di Ariadne.

## Testimonianze
Lo storico Malco (VI secolo) accusò di rapacità e di bigotteria Leone I, ma l'imperatore era invece più avveduto che mai. Infatti mandò numerosi aiuti in uomini e in denaro quando Antiochia venne colpita da un violento terremoto. Inoltre era molto attaccato alla sua famiglia, tanto che andava a visitare ogni settimana una sua sorella che non si era mai sposata. Semplice soldato, proveniente da una famiglia sicuramente di rango non elevato, Leone non aveva sicuramente una grande istruzione. Comunque si diceva che amava circondarsi di filosofi e di letterati, pagando i loro studi di tasca propria. Una volta un ciambellano, preoccupato di questa prodigalità eccessiva, rimproverò l'imperatore. Questi avrebbe risposto: "Magari potessi pagare solo uomini dotti come questi".